# Lamborghini Trattori

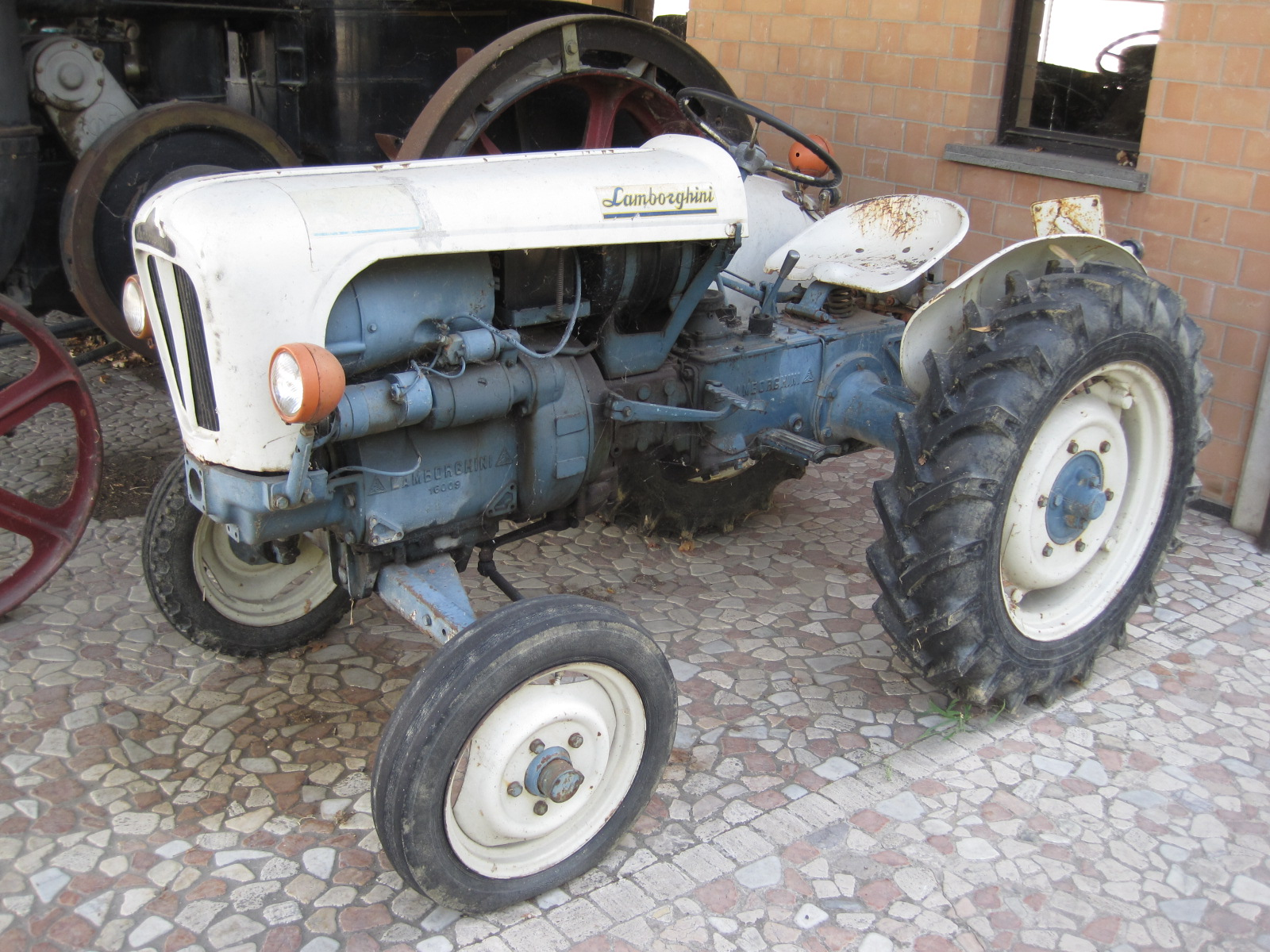
Früher Lamborghini-Traktor

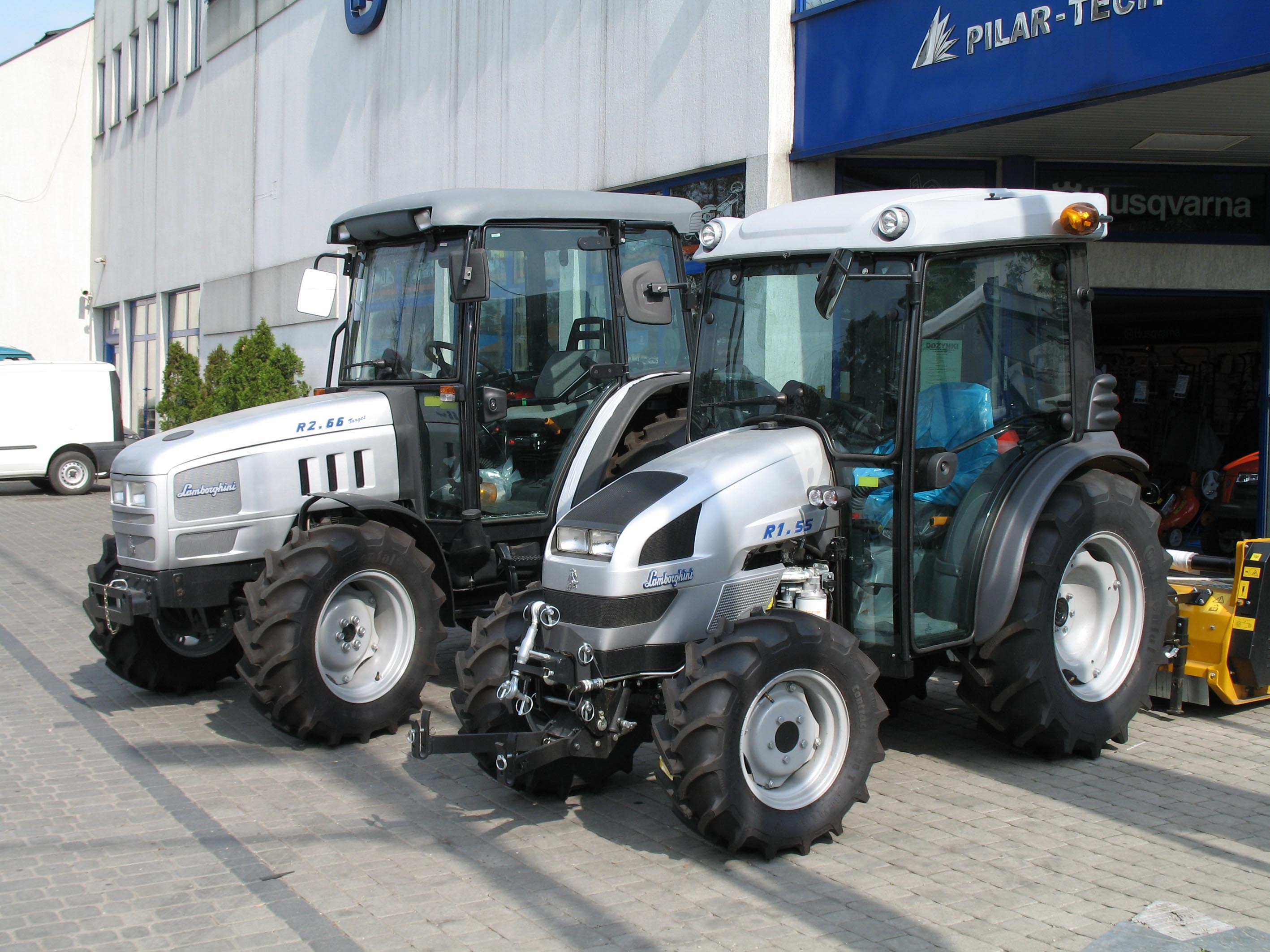
Die Lamborghini-Traktoren R1.55 und R2.66 aus der SAME-Ära

Lamborghini Trattori  wurde 1948 von Ferruccio Lamborghini, dem späteren Gründer von Lamborghini Automobili, in Pieve di Cento gegründet. 1973 wurde das Unternehmen in die SAME-Gruppe integriert. Das Firmenlogo war ein Dreieck mit den drei Buchstaben F L C für Ferruccio Lamborghini Cento. Lamborghini war bis 2023 eine eigene Marke der SDF-Gruppe und wurde zur Spezialausführung der Marke Deutz-Fahr herabgestuft.

## Unternehmensgeschichte
Gründer des Unternehmens ist der italienische Maschinenbauingenieur Ferruccio Lamborghini. Nach dem Ende des Zweiten Weltkriegs baute Lamborghini zunächst in einer kleinen Werkstatt zurückgelassene Militärfahrzeuge der alliierten Streitkräfte zu landwirtschaftlichen Fahrzeugen um.
Ferruccio Lamborghini besorgte aus ARAR-Zentren (Azienda recupero alienazione residuati, italienisch Regierungsbehörde für Neuverteilung von Überschussmaterialien) Motoren und Differenzialgetriebe von Lkw und Militärfahrzeugen, um daraus die ersten Carioca-Traktoren zu bauen. Diese hatten als bedeutende technische Neuerung einen Verdampfer, der den Betrieb eines Morris-Motors mit Benzin und später mit Erdöl ermöglichte.
Innerhalb weniger Jahre konnte die Produktion von einem Traktor pro Woche auf ca. vier gesteigert werden und neue Motoren italienischer Bauart ersetzten die alten Kriegsrelikte. 1951 kam der L 33, der erste vollständig von Lamborghini in Serienfertigung hergestellte Schlepper, auf den Markt. Die einzige Ausnahme bildete der Motor: ein erdölbetriebener 3500 cm³-Morris-6-Zylinder-Reihenmotor mit einem von Ferruccio Lamborghini patentierten Verdampfer.
Das Fanfani-Gesetz vom 25. Juli 1952 – mit dem der italienische Staat in fünf Jahren 125 Milliarden Lire zu einem vergünstigten Zinssatz von 3 Prozent für Landwirte zur Verfügung stellte, um Landmaschinen aus einheimischer Produktion zu kaufen – bewirkte einen weiteren Sprung für den Erfolg des Unternehmens. In dieser ersten Hälfte der 1950er Jahre wandelte sich Lamborghini von einer Werkstatt zu einem Industrieunternehmen.
Ab 1952 kamen die neuen Modelle DL 15, DL 20, DL 25 und DL 30 auf den Markt; im Jahr darauf die Modelle DL 40 und DL 50. 1955 präsentierte Lamborghini seinen ersten Raupenkettentraktor, den DL 25 C gefolgt vom DL 30 C, der durch seine gelbe Farbe hervorstach.
1956 wurde ein neues Werk eröffnet. Im Jahr darauf kam, getragen von der Erfolgswelle des Sametto des Konkurrenten Same, die Lamborghinetta mit einem Zweizylindermotor und 16 kW (22 PS), einem Gewicht von 1000 kg und einem Verkaufspreis von 1 Million Lire auf den Markt.
Ab 1962 fertigte Lamborghini mit dem Modell „2R DT“ eine Reihe von Traktoren mit Allradantrieb und luftgekühlten Motoren. Der Erfolg bei den Traktoren spornte Ferruccio Lamborghini an, Sportwagen zu bauen. 1963 baute Lamborghini das erste Auto.
Ende der 1960er Jahre wurden die Lamborghini-Traktoren als erste in Italien serienmäßig mit Synchrongetriebe ausgestattet und das Sortiment wurde mit Hochleistungsmodellen wie dem R 480 bereichert.
1973 verkaufte Lamborghini die Traktorensparte an den Konkurrenten Same.
Bis 1983 entstand ein neues Maschinensortiment mit neuen Eigenschaften und wassergekühlten Motoren in Modulbauweise.
Ende der 1980er Jahre erfolgte die Einführung der ersten elektronischen Kraftstoffeinspritzung und neuer Steuereinheiten für den Traktor. In der neuen Hochleistungsbaureihe Racing gab es 1991 erstmals das Electronic-Power-Shift-Getriebe.
Unter dem Markennamen Lamborghini kamen 1993 die Runner auf den Markt, kleine Traktoren für kleine Landwirtschaftsbetriebe und die Pflege von Grünflächen. In den darauf folgenden Jahren wurden unter dem Markennamen Lamborghini weitere neue Baureihen eingeführt, so die Baureihen Racing, Champion, Premium, Agile und Sprint.
Zu Beginn des 21. Jahrhunderts wurden die Baureihen durch die Traktoren der R6-, R7- und R8-Serie ersetzt.
2013 wurde anlässlich der internationalen Fachmesse SIMA in Paris der neue Traktor Nitro mit überarbeitetem Design und weiß lackierter Karosserie präsentiert. Lamborghini Trattori gewann mit Nitro eine Reihe internationaler Auszeichnungen, darunter Tractor of the Year – Golden Tractor for the Design 2014 und der Red-Dot-Award 2014.

## Auswahl produzierter Modelle

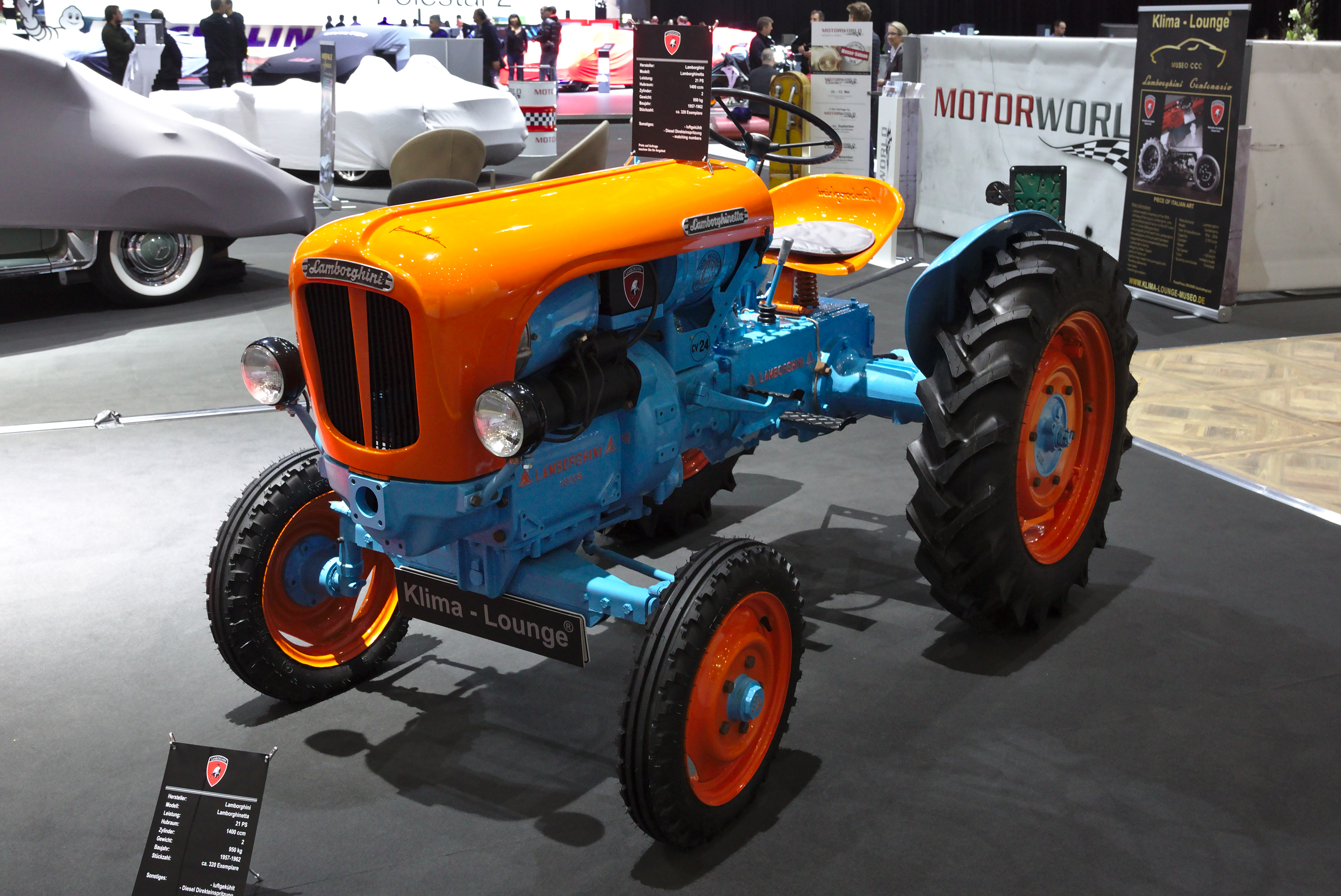
Lamborghini Lamborghinetta
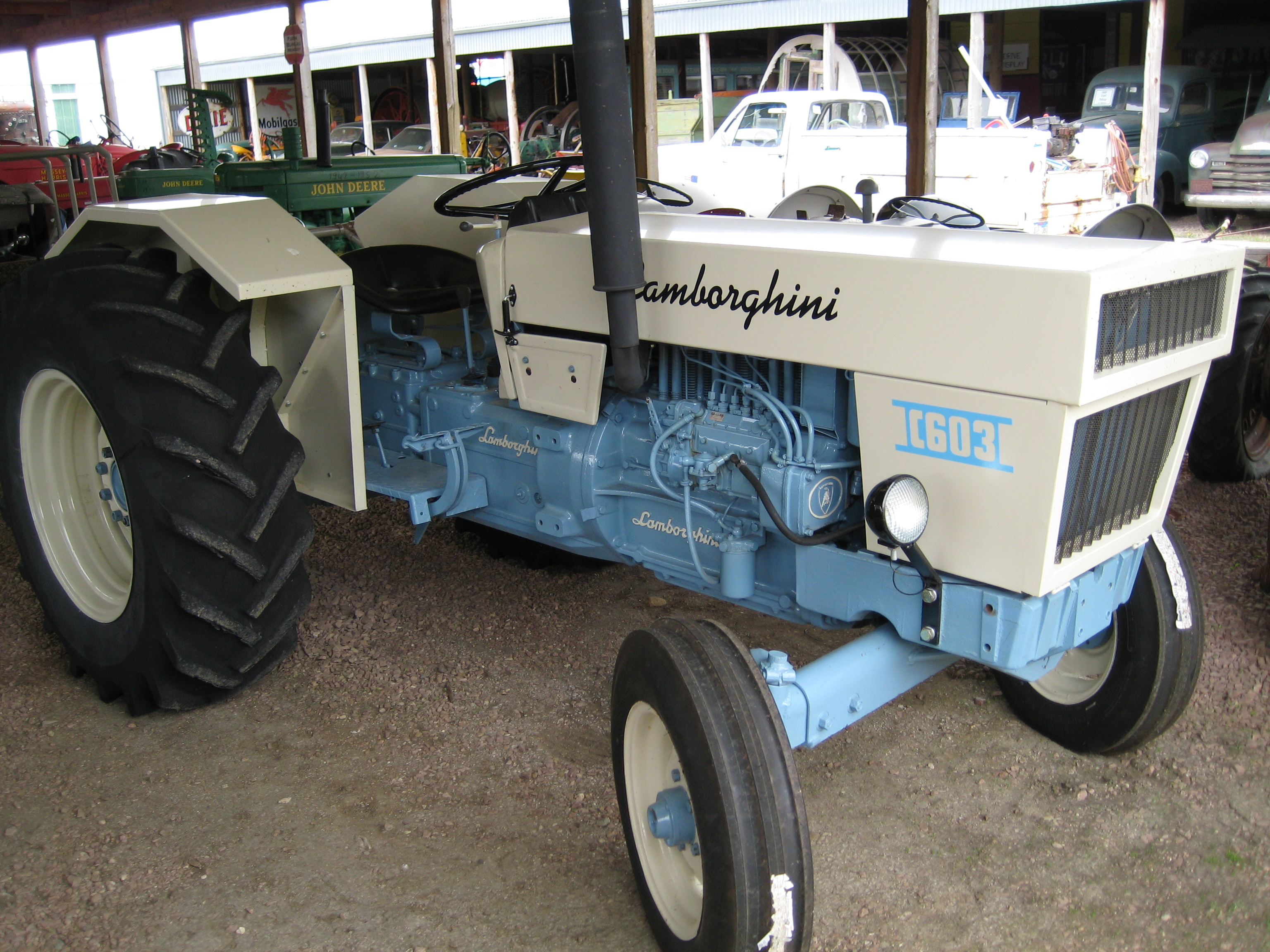
Lamborghini C 603
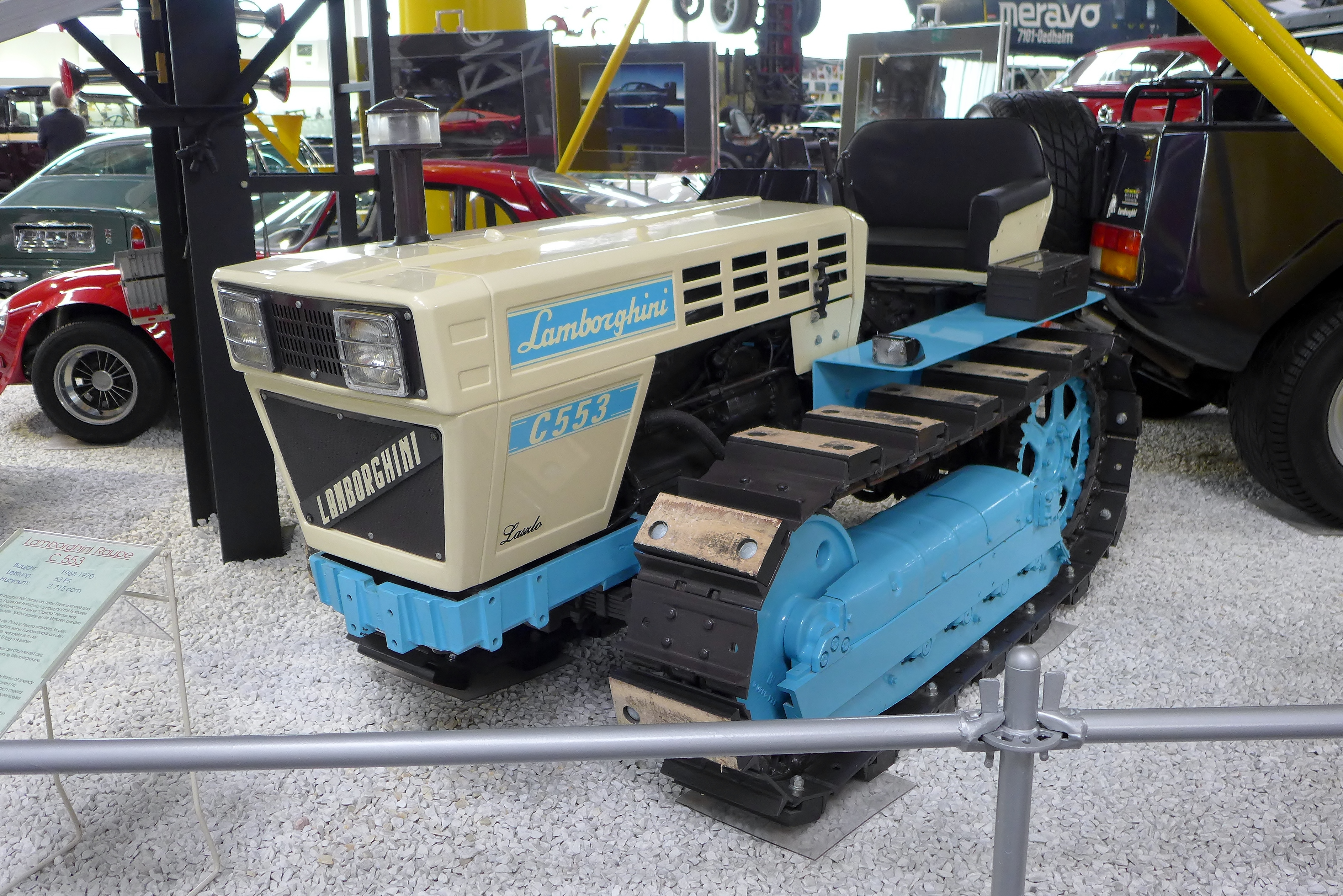
Lamborghini C 553
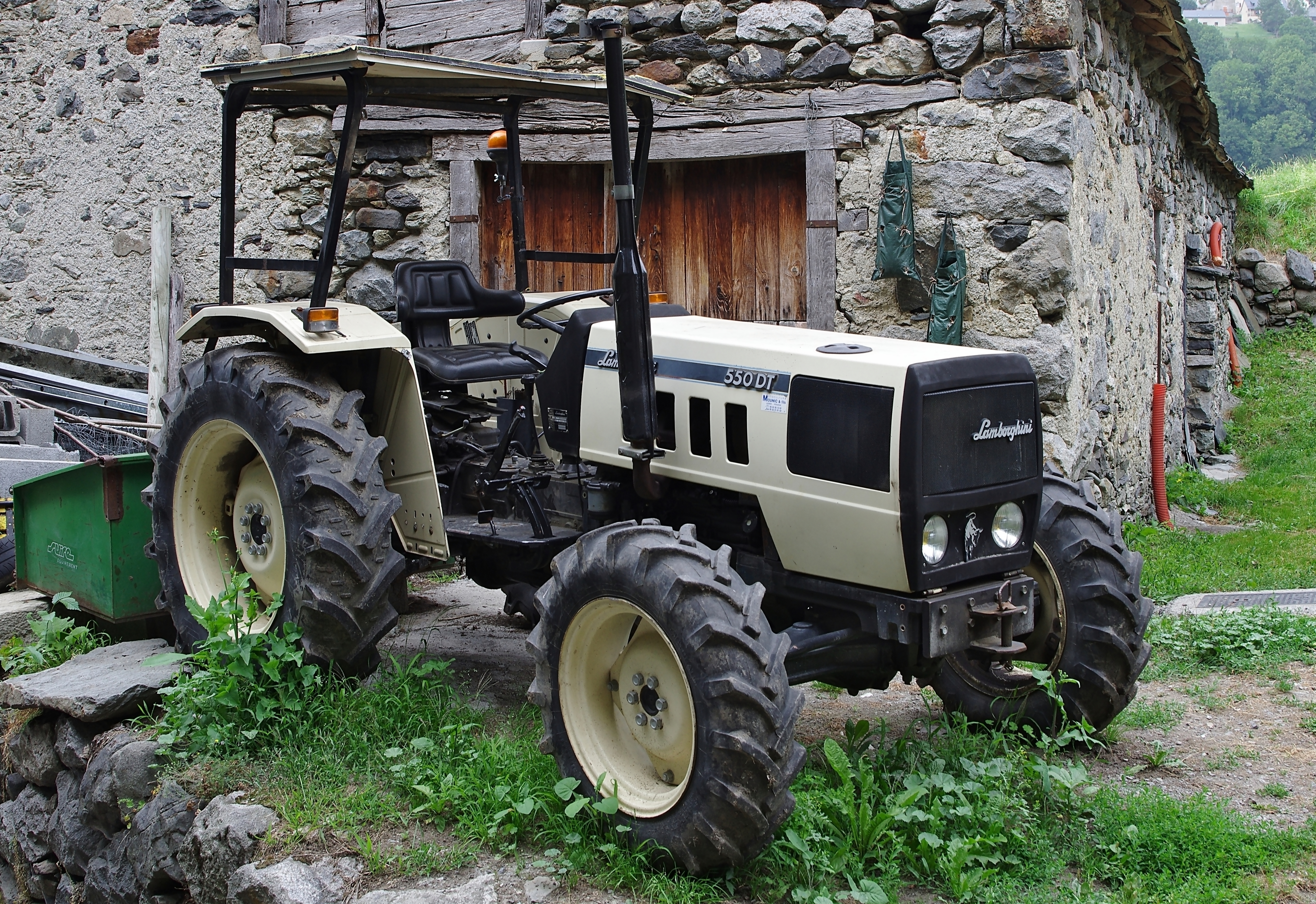
Lamborghini 550 DT
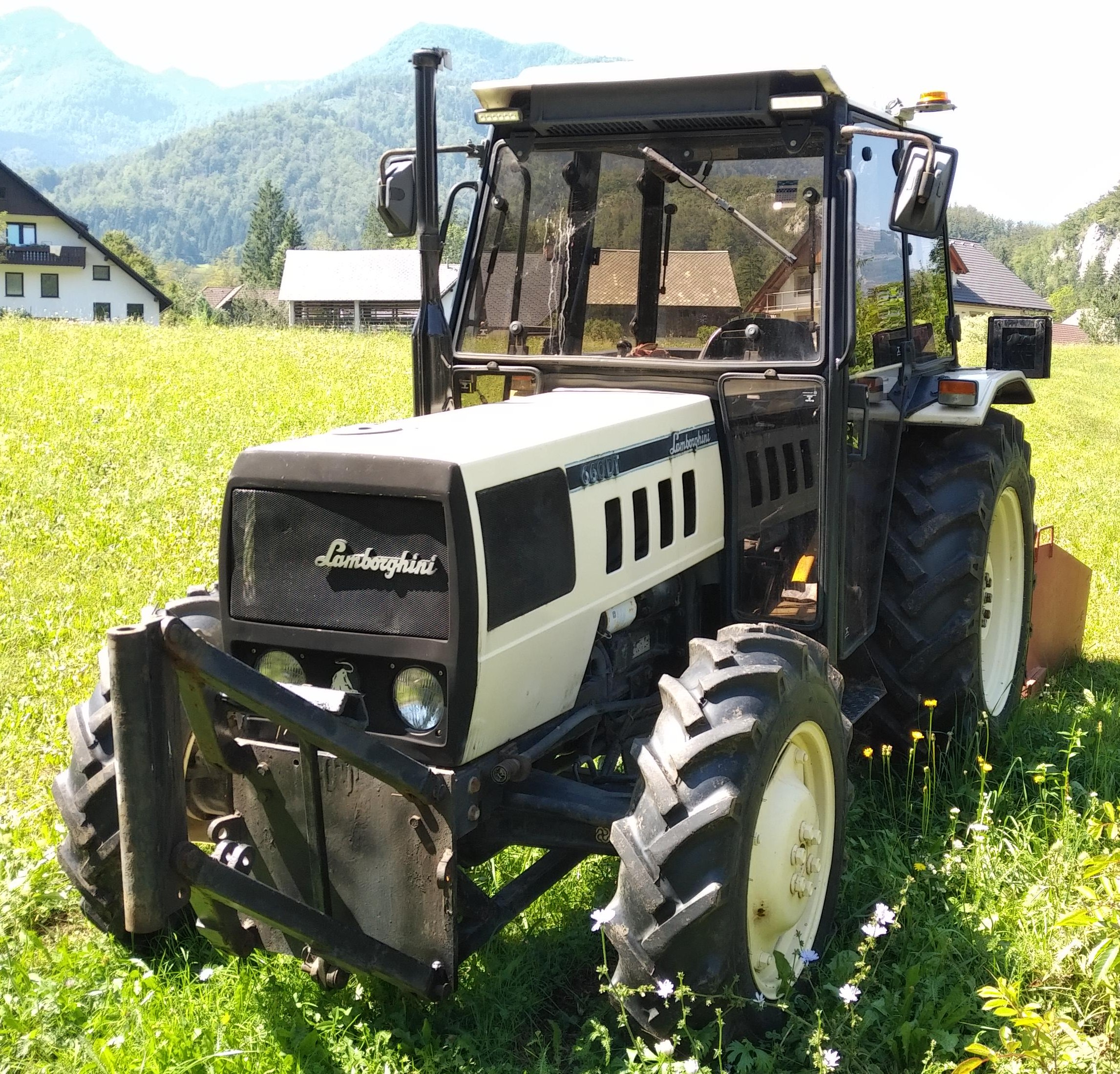
Lamborghini 660 DT
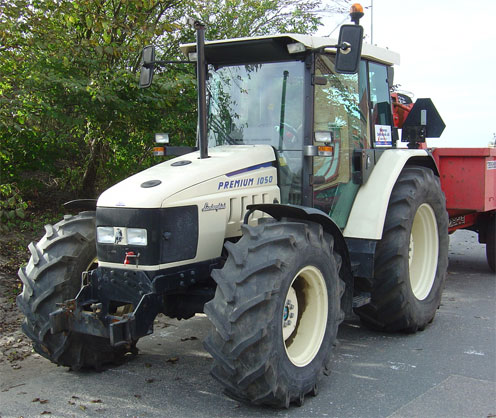
Lamborghini Premium 1050
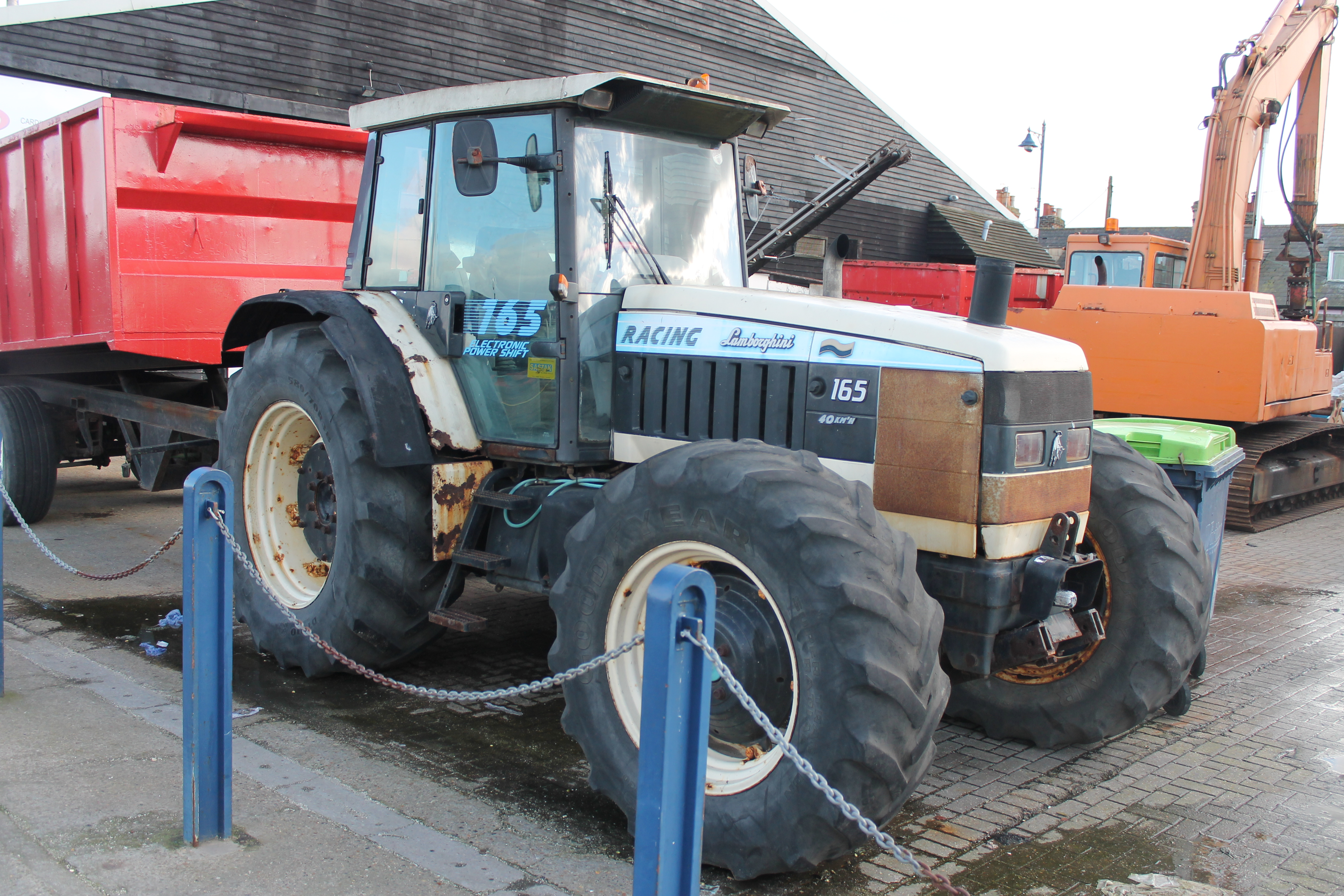
Lamborghini 165 Racing

## Aktuelle Produkte

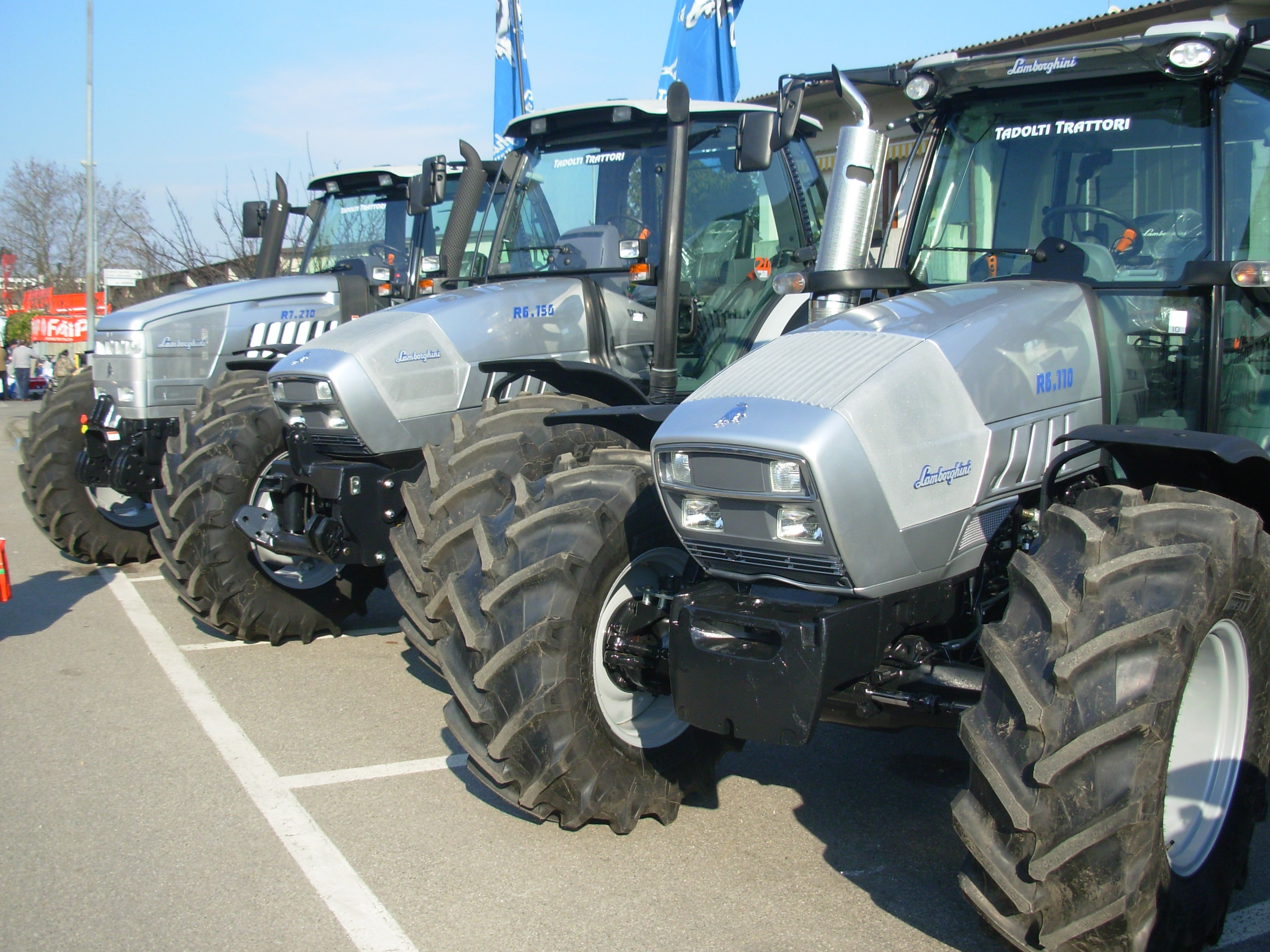
Die Traktoren R7.210, R6.150 und R6.110 (v. l. n. r.)

Die Traktoren von Lamborghini werden heute in den SDF-Werken Lauingen und Treviglio gebaut. Anfang 2016 wurden folgende Traktorenbaureihen von Lamborghini vertrieben:
- Mach VRT (210 bis 250 PS)
- Spark (120 bis 210 PS)
- Spark VRT (120 bis 190 PS)
- Nitro (110 bis 130 PS)
- Nitro VRT (110 bis 130 PS)
- Nitro R (90 bis 120 PS)
- Strike (80 bis 115 PS)
- C SIX (110 PS)
- RS (80 bis 110 PS)
- RV (80 bis 110 PS)
- RF (80 bis 110 PS)
- CF (90 bis 100 PS)
- Spire (80 bis 90 PS)
- CV (80 PS)
- R2 (70 bis 100 PS)
- R2 Target (60 bis 90 PS)
- Crono (65 bis 80 PS)
- Rekord (65 bis 75 PS)
- Ego (35 bis 55 PS)
- Frontlader